# 川食
株式会社川食（かわしょく）は、福岡県田川郡川崎町に本社を置き、福岡県筑豊地方を中心にスーパーマーケット「食彩館」とディスカウントスーパー「トレードマート」を展開している企業である。

## 沿革
- 1957年（昭和32年）5月 - 赤澤商店発足
- 1964年（昭和39年）10月31日 - 川崎食料品有限会社設立
- 1982年（昭和57年）7月8日 - スーパー川食川崎店開店
- 1986年（昭和61年）9月 - 本社社屋現在地へ移転
- 1989年（平成元年）10月20日 - スーパー川食吉富店開店
- 1993年（平成5年）3月11日 - スーパー川食鯰田店開店
- 1993年（平成5年）9月16日 - スーパー川食碓井店開店
- 1994年（平成6年）3月16日 - 赤澤信生 創業社長死亡
- 1994年（平成6年）5月25日 - 株式会社川食に社名変更
- 1996年（平成8年）4月26日 - スーパー川食志井店開店
- 1996年（平成8年）11月15日 - スーパー川食添田店開店
- 1998年（平成10年）6月19日 - スーパー川食（食彩館）庄内店開店
- 1998年（平成10年）10月9日 - スーパー川食（食彩館）赤池店開店
- 2000年（平成12年）2月9日 - スーパー川食（食彩館）鞍手店開店
- 2001年（平成13年）4月5日 - スーパー川食（食彩館）筑穂店開店
- 2003年（平成15年）3月26日 - スーパー川食（食彩館）糒店開店
- 2005年（平成17年）12月23日 - スーパー川食（食彩館）山田店開店
- 2006年（平成18年）2月21日 - スーパー川食（食彩館）池尻店開店
- 2006年（平成18年）6月20日 - スーパー川食（食彩館）後藤寺店開店
- 2008年（平成20年）8月5日 - スーパー川食（食彩館）川宮店開店
- 2010年（平成22年）4月28日 - トレードマート稲築店開店
- 2010年（平成22年）7月16日 - ダイソー平店開店
- 2010年（平成22年）11月5日 - トレードマート行橋店開店
- 2012年（平成24年）11月21日 - トレードマート須恵店開店
- 2013年（平成25年）12月3日 - スーパー川食（食彩館）糸田店開店

## 店舗

### 「食彩館」KAWASHOKU
- 赤池店（福智町）
- 池尻店（川崎町）
- 糸田店（糸田町）
- 川崎店（川崎町）
- 川宮店（田川市）
- 鞍手店（鞍手町）
- 後藤寺店（田川市）
- 志井店（北九州市小倉南区）
- 庄内店（飯塚市）
- すずかけ店（香春町）
- 添田店（添田町）
- 筑穂店（飯塚市）
- 鯰田店（飯塚市）
- 糒店（田川市）
- 山田店（嘉麻市）
- 吉富店（吉富町）

### トレードマート
- 稲築店（嘉麻市）
- 須恵店（須恵町）
- 行橋店（行橋市）

### その他
- ダイソー川食平店（嘉麻市）